# Giovanni Battista Caviglia
Giovanni Battista Caviglia (Genua, 1770 – Parijs, 7 september 1845) was een Italiaanse ontdekkingsreiziger, scheepskapitein en egyptoloog. Hij was een van de pioniers van de Egyptische archeologie en speelde een belangrijke rol bij de opgraving van de Sfinx van Gizeh.
Caviglia werd geboren in Genua in 1770, in een tijd dat de stad de hoofdstad was van de Republiek Genua. Hij bracht het grootste deel van zijn leven door met varen in de Middellandse Zee, waar hij koopvaardijkapitein werd.
Toen hij besloot om een carrière als ontdekkingsreiziger te beginnen, liet hij zijn schip in Alexandrië liggen en bood zijn diensten aan bij verschillende kunstverzamelaars. De meeste van zijn opgravingen werden uitgevoerd in opdracht van de Britse consul-generaal in Egypte Henry Salt.
Tussen 1816 en 1817 verkende hij de piramide van Cheops waar hij belangrijke ontdekkingen deed, waaronder de dalende gang en een onafgemaakte ondergrondse ruimte.
In 1817 huurde Salt hem in om de Grote Sfinx in Gizeh op te graven, die door de eeuwen heen bijna volledig was bedekt met woestijnzand. De laatste opgraving rond de Sfinx was in 160 na Christus uitgevoerd in opdracht van de Romeinse keizer Marcus Aurelius. Terwijl de opgravingen onder Caviglia vorderden, stuitte hij op een reeks oude Egyptische voorwerpen en inscripties in het Grieks en Latijn. In 1819 moest hij zijn onderzoek stopzetten.
Tijdens opgravingen die in 1820 namens de Britten werden uitgevoerd in de oude hoofdstad Memphis, ongeveer 20 km ten zuiden van Caïro, deed hij nog een belangrijke ontdekking: de kolos van Ramses II. Dit enorme standbeeld van kalksteen werd gevonden nabij de zuidpoort van de tempel van Ptah. Ondanks dat het zijn voeten miste, was het beeld meer dan 10 meter hoog. Het beeld werd via de egyptoloog Ippolito Rosellini aangeboden aan groothertog Leopold II van Toscane, die het aanbod weigerde vanwege de moeilijkheden en kosten die met het transport waren gemoeid.
Hierna bood de pasja van Egypte Mohammed Ali het aan het British Museum in Londen, dat op zijn beurt het aanbod om dezelfde redenen afsloeg. Over het beeld werd toen een museum gebouwd waar het sindsdien te vinden is.
In 1835, toen hij al 65 jaar oud was, huurden de Britse egyptologen Richard William Howard Vyse en John Shae Perring hem in als assistent voor hun opgravingen in Gizeh. Het onderzoek werd uitgevoerd met grote hoeveelheden buskruit en vond plaats in de piramides van Cheops en Menkaoera. De samenwerking duurde een paar jaar, waarna Vyse hem ontsloeg. 
Caviglia bracht de laatste jaren van zijn leven door in Parijs, waar hij op 7 september 1845 stierf.
- Library of Congress Control Number: no2008079524
- Virtual International Authority File: 26876341
- WorldCat: E39PBJgxq3frrMDjQqHyTdGmBP